# Hugh O'Brian
Hugh O'Brian, född Hugh Charles Krampe den 19 april 1925 i Rochester, New York, död 5 september 2016 i Beverly Hills, Los Angeles, Kalifornien, var en amerikansk skådespelare. O'Brian var mest känd för roller i westernfilmer, och i synnerhet för rollen som Wyatt Earp i TV-serien The Life and Legend of Wyatt Earp 1955–1961.
Han har en stjärna på Hollywood Walk of Fame. Han var även invald i Hall of Great Western Performers.

## Filmografi i urval
- 1953 – Hämnaren från fort Alamo
- 1954 – Den brutna lansen
- 1954 – Saskatchewan
- 1954 – Sex i elden
- 1955 – Den vita fjädern
- 1965 – Ten Little Indians
- 1976 – Den siste gunfightern
- 1988 – Twins